# Мацюра, Александр Григорьевич
Алекса́ндр Григо́рьевич Мацю́ра (рум. Alexandru Mațiura; род. 24 октября 1954, Единцы, Молдавская ССР, СССР) — советский футболист и молдавский футбольный тренер. Заслуженный тренер Молдовы. Награждён молдавской медалью За гражданские заслуги (рум. «Meritul Civic»).

## Карьера футболиста
Основная часть карьеры футболиста связана с «Нистру» из Кишинёва, в составе которого сыграл свыше 300 матчей, за клуб с перерывами отыграл 13 сезонов, два из них 1974 и 1983 в высшей лиге СССР. Также играл за другие команды из Молдавской ССР — Команду города Тирасполь (СКА Одесса), «Заря» Бельцы и «Текстильщик» Тирасполь. В 1979 году — участник VII летней Спартакиады народов СССР в составе футбольной сборной Молдавской ССР.

## Карьера тренера
Завершив карьеру футболиста в клубе «Заря» Бельцы, вошёл в тренерский штаб команды. В 1990—1991 годах прошёл обучение в московской школе тренеров. В 1990-х и 2000-х годах работал с молдавскими клубами — «Сперанца» Ниспорены, «Кодру» Калараш, «Тилигул» Тирасполь, «Конструкторул» Тирасполь, «Нистру» Отачь. Дважды команды, которые тренировал Мацюра, выигрывали кубок Молдавии — «Тилигул» (1995) и «Конструкторул» (1996). Возглавляемый им «Конструкторул» стал чемпионом Молдавии в сезоне 1996/97. В 2004 году, будучи главным тренером «Нистру» Отачь, был признан тренером года в Молдавии.
Возглавлял основную и молодёжную сборные Молдавии. С 2006 по 2013 год был тренером и селекционером в тренерском штабе казанского «Рубина». В декабре 2014 года, с назначением Курбана Бердыева на пост главного тренера, вошёл в тренерский штаб футбольного клуба «Ростов», где работал до конца сезона 2016/17. В 2017—2019 годах ассистент Бердыева в казанском «Рубине».

## Семья
- Сын Андрей Мацюра — молдавский футболист и тренер, привлекался к играм за сборную Молдавии.
- Брат Сергей Мацюра — советский и молдавский футболист, а также российский футбольный арбитр, в 2007—2008 годах обслуживал матчи премьер-лиги.